# Tàu sân bay hạng nhẹ

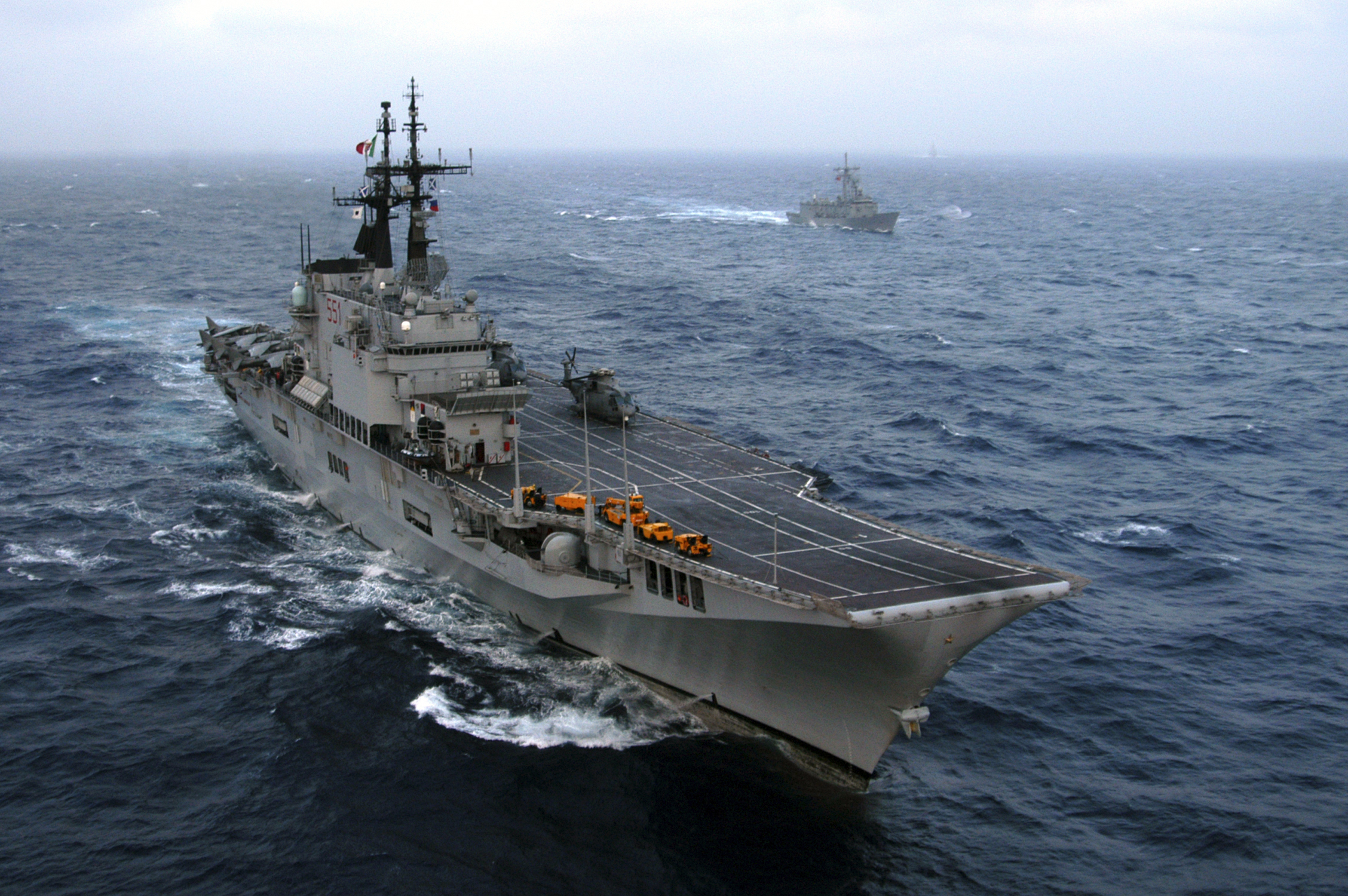
Hàng không mẫu hạm Ý Giuseppe Garibaldi

Tàu sân bay hạng nhẹ hay tàu sân bay hạng nhẹ hạm đội là một kiểu tàu sân bay nhỏ hơn tàu sân bay tiêu chuẩn trong hải quân một quốc gia. Định nghĩa chính xác về kiểu tàu này thay đổi theo từng quốc gia; nhưng tàu sân bay hạng nhẹ tiêu biểu sẽ mang theo số lượng máy bay khoảng một nữa đến hai-phần-ba so với một tàu sân bay hạm đội. Ở nhiều khía cạnh, khái niệm tàu sân bay hạng nhẹ có nhiều điểm tương đồng với một tàu sân bay hộ tống; tuy nhiên chúng có tốc độ nhanh hơn để được bố trí cùng các tàu sân bay hạm đội, trong khi tàu sân bay hộ tống thường chỉ sử dụng để bảo vệ các đoàn tàu vận tải và hỗ trợ gần cho các chiến dịch đổ bộ vốn không yêu cầu tốc độ cao.

## Lịch sử

### Hải quân Hoa Kỳ
Trong Chiến tranh Thế giới thứ hai, Hải quân Hoa Kỳ đã chế tạo một số tàu sân bay hạng nhẹ bằng cách cải biến lườn các tàu tuần dương. Những chiếc thuộc lớp Independence vốn được cải tạo từ những tàu tuần dương hạng nhẹ lớp Cleveland không hoàn toàn tối ưu khi hoạt động không quân, khi chúng có sàn đáp ngắn và hẹp và lườn tàu cao; những đặc tính mà tàu sân bay hộ tống lại tỏ ra tương đối nổi trội hơn. Dù sao việc chế tạo lớp Independence vẫn là một yêu cầu cấp bách vào nữa cuối năm 1942, khi lực lượng tàu sân bay Hoa Kỳ bị hao hụt trong tác chiến đến mức chỉ còn lại USS Enterprise (CV-6) và USS Saratoga (CV-3) tại Mặt trận Thái Bình Dương và USS Ranger (CV-4) hoạt động tại Đại Tây Dương. Ngoài ra, chúng có tốc độ đủ nhanh để hoạt động phối hợp cùng các tàu chiến hạm đội khác, một đặc tính không có trên các tàu sân bay hộ tống.
Ở giai đoạn sau của chiến tranh, lớp tàu tiếp nối sau Independence, lớp Saipan, được thiết kế, và hai chiếc trong lớp USS Saipan (CVL-48) và USS Wright (CVL-49), chỉ hoàn tất sau khi chiến tranh đã kết thúc. Sau khi phục vụ rất ngắn trong vai trò tàu sân bay, cả hai đều được cải biến thành những tàu chỉ huy và chuyển tiếp thông tin liên lạc.

### Hải quân Hoàng gia Anh
Vào lúc bắt đầu Thế Chiến II, Hải quân Hoàng gia Anh chỉ có một sân bay duy nhất được thiết kế, chiếc HMS Hermes (95) (hạ thủy năm 1919, bị đánh chìm 1942), được xem là tương đương với một tàu sân bay hạng nhẹ, do xét về kích cỡ, số lượng máy bay và không có vỏ giáp. Kế hoạch thiết kế tàu sân bay hạng nhẹ năm 1942, thiết kế nguyên thủy của lớp Colossus, là một phiên bản thu nhỏ của lớp tàu sân bay hạm đội Illustrious. Kiểu tàu này có thể được đóng tại các xưởng đóng tàu có ít hoặc không có kinh nghiệm đóng tàu chiến; và mặc dù được đóng theo tiêu chuẩn tàu buôn, thiết kế đã bổ sung thêm những khoang kín nước. Thoạt tiên chỉ mong muốn có tuổi thọ phục vụ khoảng ba năm để đáp ứng những yêu cầu khẩn cấp trong chiến tranh, chiếc cuối cùng của lớp Colossus chỉ được cho ngừng phục vụ vào năm 2001.
Trong số mười chiếc đầu tiên trong lớp Colossus, hai chiếc đã được cải biến đang khi chế tạo thành những tàu sửa chữa máy bay. Sau đó có thêm năm chiếc được đặt hàng, nhưng không chiếc nào kịp hoàn tất trước khi Thế Chiến II kết thúc, với một thiết kế được nâng cấp nhằm vận hành những kiểu máy bay mới lớn và nặng hơn, nên được tách thành một lớp riêng biệt: lớp Majestic. Trong giai đoạn sau Thế Chiến II, Hải quân Hoàng gia vận hành mười tàu sân bay hạng nhẹ lớp Colossus trong khi năm chiếc lớp Majestic được bán trong lúc vẫn đang chế tạo cho Australia, Canada và Ấn Độ. Lớp Majestic được tiếp nối sau đó bởi lớp Centaur.
Đến những năm 1970, Hải quân Hoàng gia đưa ra một kiểu tàu sân bay hạng nhẹ mới để vận hành loại máy bay cất hạ cánh thẳng đứng V/STOL Hawker Siddeley Harrier. Nguyên chỉ được dự định như là tàu tuần dương trang bị tên lửa và mang theo máy bay trực thăng cho nhiệm vụ chống tàu ngầm, ba chiếc thuộc lớp Invincible đã tiếp tục phục vụ sang tận đầu thế kỷ 21, trong đó HMS Invincible (R05) đã đóng một vai trò quan trọng trong cuộc Chiến tranh Falklands.

## Danh sách các tàu sân bay hạng nhẹ hiện đại
Nhật Bản
- Hōshō
- Ryūjō
- lớp Zuihō[2][3]
  - Zuihō
  - Shōhō
- Ryūhō[4][5]
- lớp Chitose[6][7]
  - Chitose
  - Chiyoda

Tây Ban Nha
- Juan Carlos I

Thái Lan
- HTMS Chakri Naruebet

Thổ Nhĩ Kỳ
- TCG Anadolu[8][9]